# Leichtathletik-Europameisterschaften 2010/400 m der Frauen

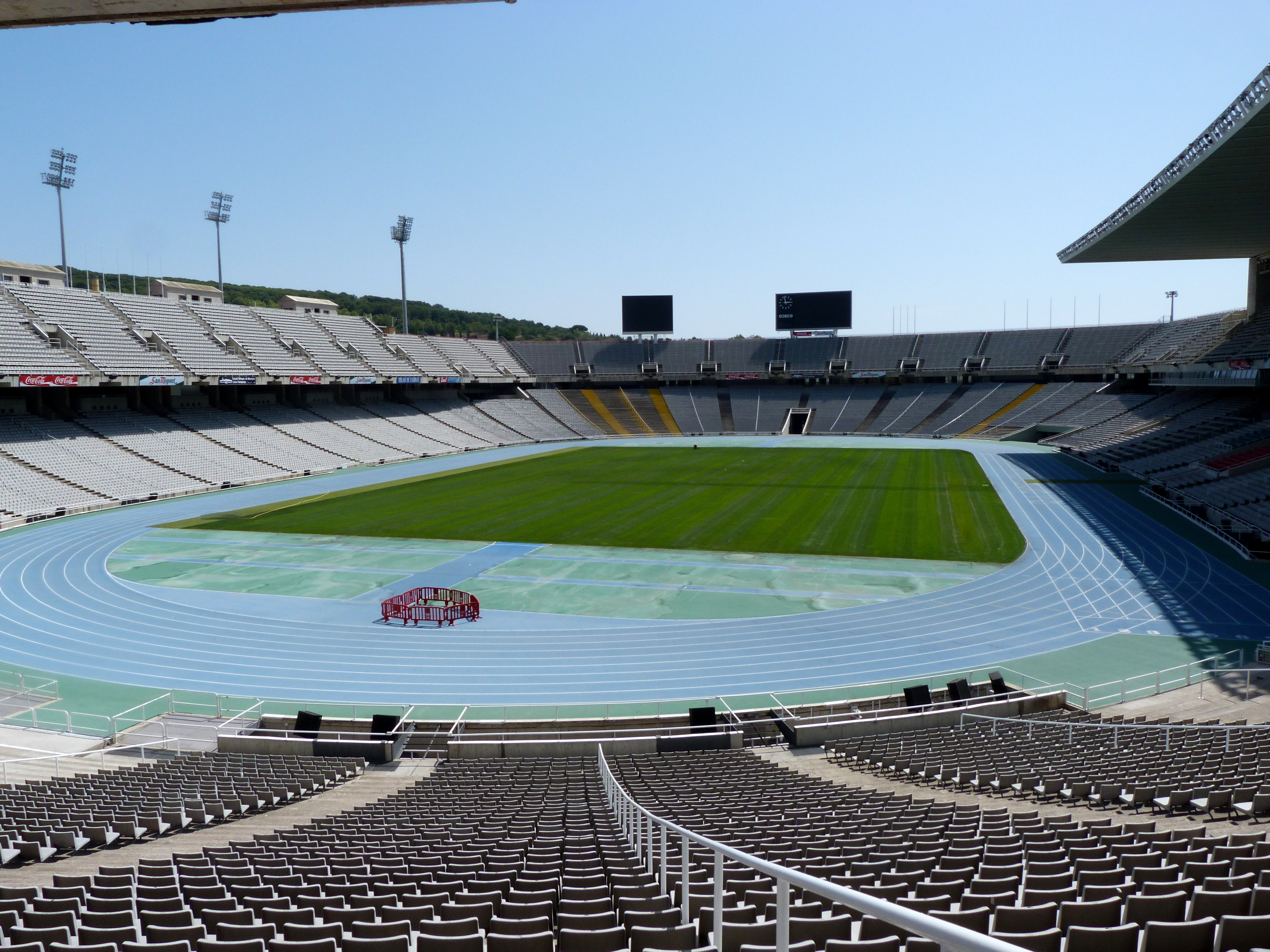
Das Olympiastadion Estadi Olímpic Lluís Companys
Barcelona im Jahr 2012

Der 400-Meter-Lauf der Frauen bei den Leichtathletik-Europameisterschaften 2010 wurde am 28. und 30. Juli 2010 im Olympiastadion Estadi Olímpic Lluís Companys der spanischen Stadt Barcelona ausgetragen.
In diesem Wettbewerb gab es einen russischen Doppelsieg. Europameisterin wurde Xenija Ustalowa. Sie gewann vor der WM-Dritten von 2009 Antonina Kriwoschapka. Bronze ging an die Italienerin Libania Grenot.

## Bestehende Rekorde
| Weltrekord           | 47,60 s | Marita Koch | Canberra, Australien   | 6. Oktober 1985   |
| Europarekord         | 47,60 s | Marita Koch | Canberra, Australien   | 6. Oktober 1985   |
| Meisterschaftsrekord | 48,16 s | Marita Koch | EM Athen, Griechenland | 8. September 1982 |

Der bereits seit 1982 bestehende EM-Rekord blieb auch bei diesen Europameisterschaften unangetastet. Die schnellste Zeit erzielte die russische Europameisterin Xenija Ustalowa im Finale mit 49,92 s, womit sie 1,76 s über dem Rekord blieb. Zum Welt- und Europarekord fehlten ihr 2,32 s. Xenija Ustalowa blieb damit als einzige Läuferin unter fünfzig Sekunden.

## Doping
Dieser Wettbewerb wurde von zwei Dopingfällen überschattet:
- Tatjana Firowa, Russland – zunächst Erste. Im sogenannten McLaren-Report wurde institutionelles Doping in Russland untersucht und aufgedeckt. Tatjana Firowa gehörte zu den Athleten, die von 2012 bis 2013 Teil eines Dopingprogramms mit Anabolen Steroiden waren. Bereits 2008 hatte sie durch nicht abgegebene Dopingproben gegen die Bestimmungen verstoßen. Der Europameistertitel wurde ihr aberkannt, die nachfolgenden Athletinnen rückten um jeweils einen Rang nach vorne.[2]
- Pınar Saka, Türkei – im Vorlauf ausgeschieden. Der türkische Leichtathletikverband TAF sprach 2013 gegen 31 positiv auf Dopingmittel getestete Athleten Sperren aus. Zu ihnen gehörte auch Pınar Saka, deren Resultat bei diesen Europameisterschaften annulliert wurde.[3]

Leidtragende waren vor allem vier Athletinnen:
- Die Russin Xenija Ustalowa konnte ihre Silbermedaille erst mit Verspätung gegen die Goldmedaille tauschen.
- Die Italienerin Libania Grenot konnte als zunächst Viertplatzierte nicht an der Siegerehrung teilnehmen und bekam die Bronzemedaille sehr verspätet.
- Der Französin Virginie Michanol wurde die Finalteilnahme verwehrt.

## Legende
Kurze Übersicht zur Bedeutung der Symbolik – so üblicherweise auch in sonstigen Veröffentlichungen verwendet:
| DSQ | disqualifiziert                       |
| DOP | wegen Dopingvergehens disqualifiziert |

## Vorrunde
Aufgrund der geringen Teilnehmerzahl von nur 23 Läuferinnen wurde auf ein Halbfinale verzichtet, die qualifizierten Athletinnen bestritten zwei Tage nach den drei Vorläufen das Finale. Die beiden Erstplatzierten pro Lauf – hellblau unterlegt – sowie die darüber hinaus zwei zeitschnellsten Sportlerinnen – hellgrün unterlegt – erreichten den Endlauf.

### Vorlauf 1

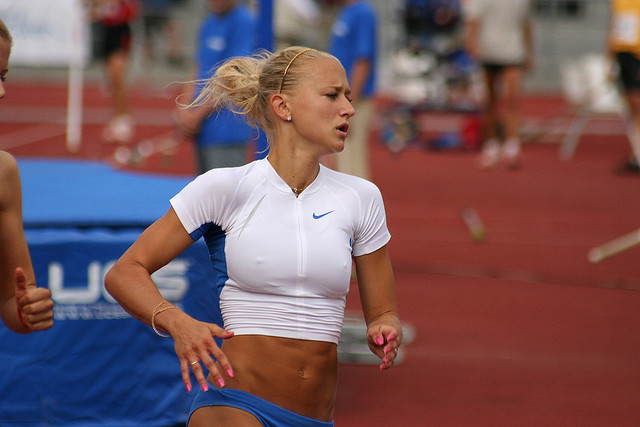
Maris Mägi verfehlte die Finalteilnahme um einen Rang
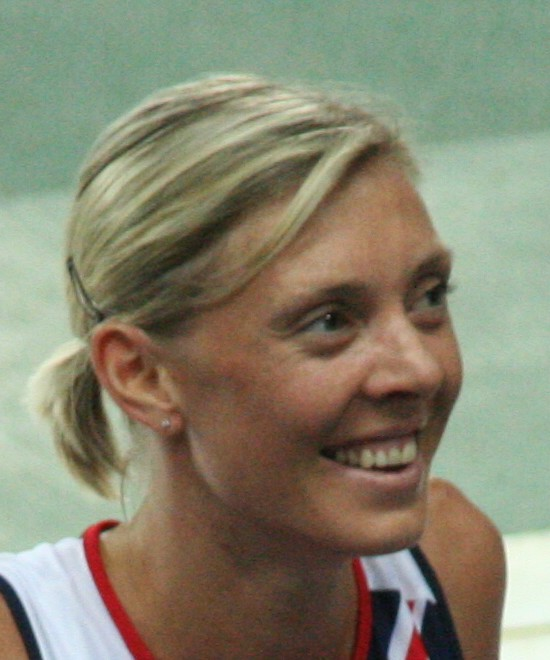
Lee McConnell wurde Vierte in ihrem Vorlauf und schied damit aus

28. Juli 2010, 18:35 Uhr
| Platz | Name                  | Nation                  | Zeit (s) |
| ----- | --------------------- | ----------------------- | -------- |
| 1     | Antonina Kriwoschapka | Russland                | 51,52    |
| 2     | Denisa Rosolová       | Tschechien              | 52,34    |
| 3     | Maris Mägi            | Estland                 | 52,85    |
| 4     | Lee McConnell         | Großbritannien          | 53,15    |
| 5     | Daryna Prystupa       | Ukraine                 | 53,48    |
| 6     | Agata Bednarek        | Polen                   | 54,16    |
| 7     | Jasna Horozič         | Bosnien und Herzegowina | 55,97    |
| DOP   | Pınar Saka            | Türkei                  | 54,33    |

### Vorlauf 2

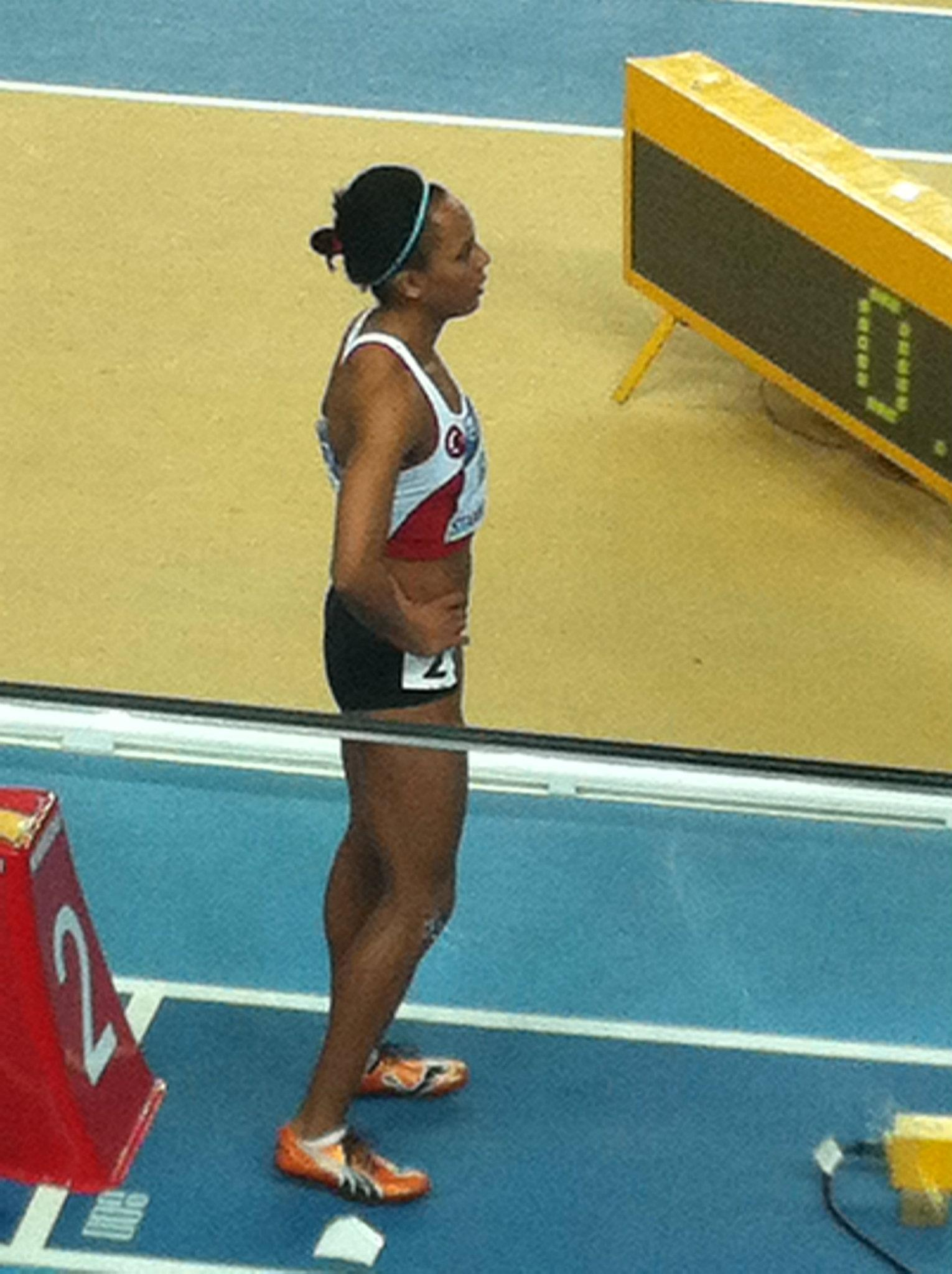
Als Sechste ihres Vorlaufs erreichte Meliz Redif nicht das Finale

28. Juli 2010, 18:44 Uhr
| Platz | Name               | Nation     | Zeit (s) | Anmerkung                              |
| ----- | ------------------ | ---------- | -------- | -------------------------------------- |
| 1     | Antonina Jefremowa | Ukraine    | 51,67    |                                        |
| 2     | Marta Milani       | Italien    | 52,36    |                                        |
| 3     | Virginie Michanol  | Frankreich | 52,37    | eigentlich für das Finale qualifiziert |
| 4     | Helene Nordquist   | Schweden   | 53,78    |                                        |
| 5     | Barbara Petráhn    | Ungarn     | 53,78    |                                        |
| 6     | Meliz Redif        | Türkei     | 54,19    |                                        |
| 7     | Begoña Garrido     | Spanien    | 54,65    |                                        |
| DOP   | Tatjana Firowa     | Russland   | 51,11    | für das Finale zugelassen              |

### Vorlauf 3

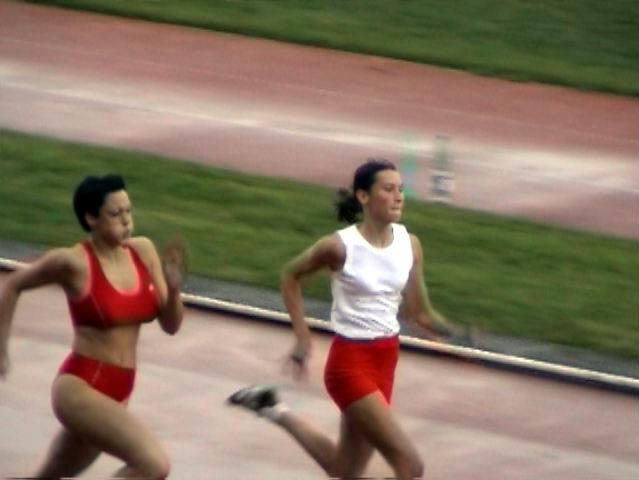
Jitka Bartoničková (rechts) scheiterte als Vierte ihres Rennens in der Vorrunde

28. Juli 2010, 18:53 Uhr
| Platz | Name                  | Nation       | Zeit (s) |
| ----- | --------------------- | ------------ | -------- |
| 1     | Xenija Ustalowa       | Russland     | 50,96    |
| 2     | Libania Grenot        | Italien      | 51,03    |
| 3     | Muriel Hurtis-Houairi | Frankreich   | 51,97    |
| 4     | Joanne Cuddihy        | Irland       | 52,58    |
| 5     | Kseniya Karandyuk     | Ukraine      | 53,18    |
| 6     | Jitka Bartoničková    | Tschechien   | 54,16    |
| DSQ   | Agní Dervéni          | Griechenland |          |

## Finale

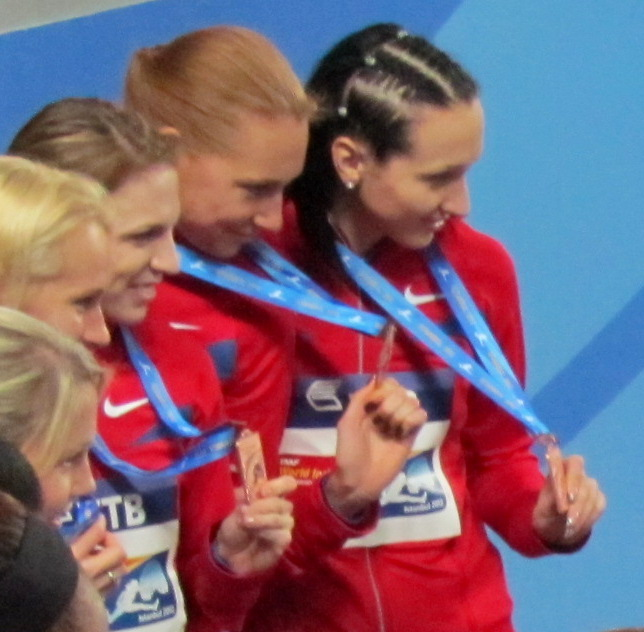
Xenija Ustalowa (Dritte von rechts) wurde Europameisterin
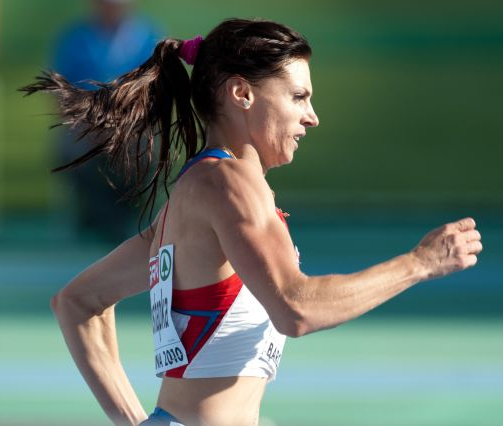
Vizeeuropameisterin Antonina Kriwoschapka
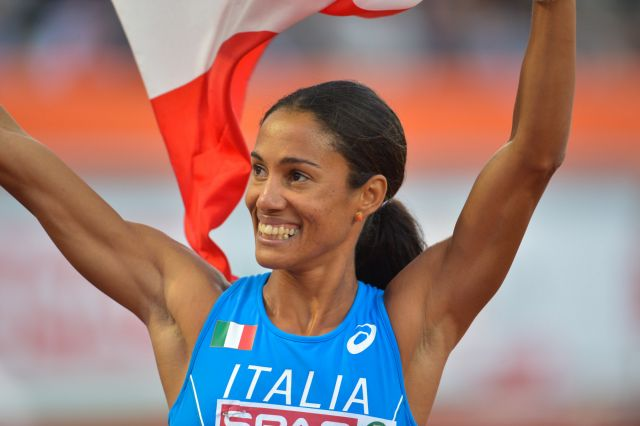
Bronzemedaillengewinnerin Libania Grenot

30. Juli 2010, 19:35 Uhr
| Platz | Name                  | Nation     | Zeit (s) |
| ----- | --------------------- | ---------- | -------- |
| 1     | Xenija Ustalowa       | Russland   | 49,92    |
| 2     | Antonina Kriwoschapka | Russland   | 50,10    |
| 3     | Libania Grenot        | Italien    | 50,43    |
| 4     | Denisa Rosolová       | Tschechien | 50,90    |
| 5     | Antonina Jefremowa    | Ukraine    | 51,67    |
| 6     | Marta Milani          | Italien    | 51,87    |
| 7     | Muriel Hurtis-Houairi | Frankreich | 52,05    |
| DOP   | Tatjana Firowa        | Russland   | 49,89    |

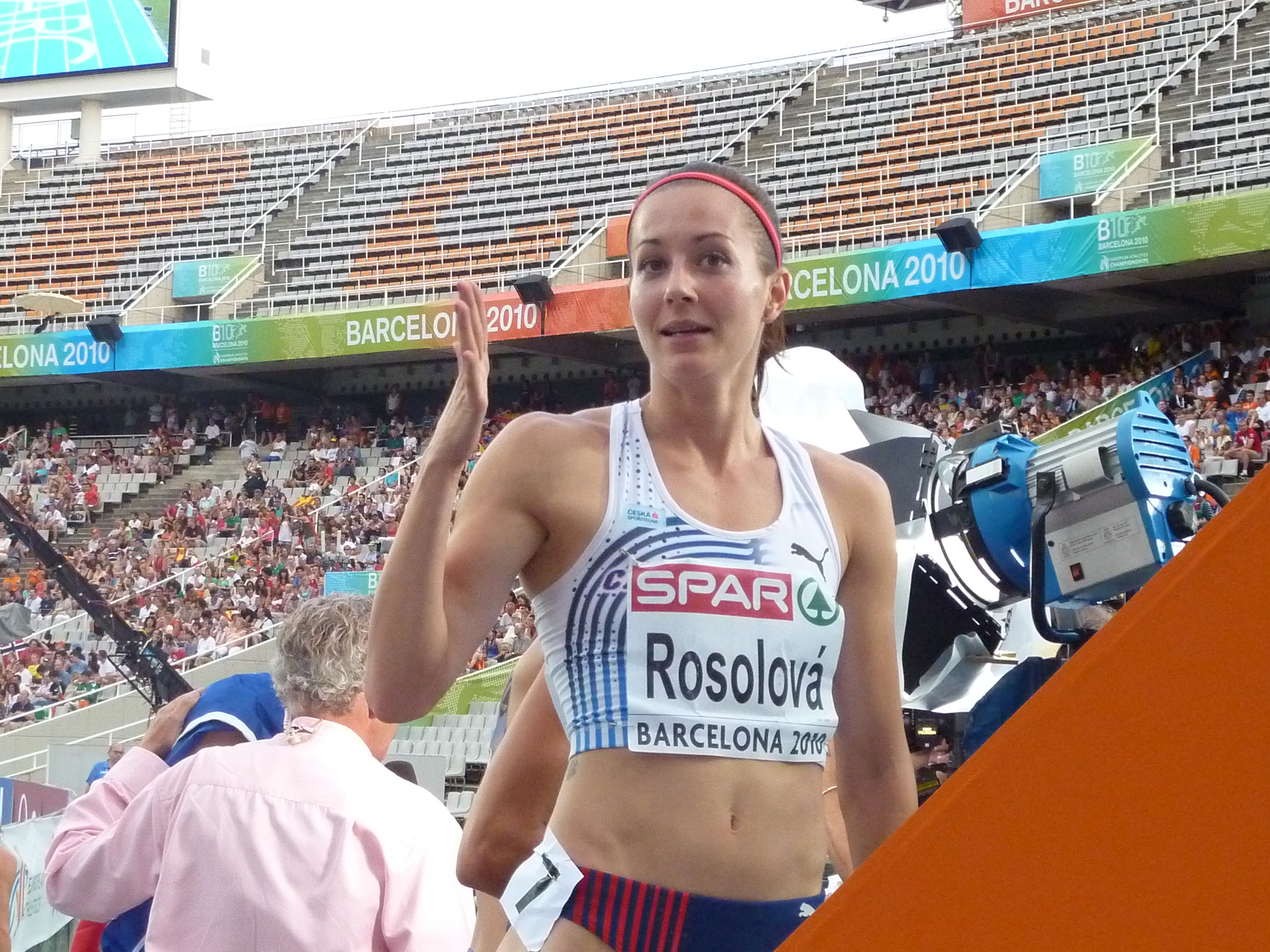
Denisa Rosolová kam auf den vierten Platz
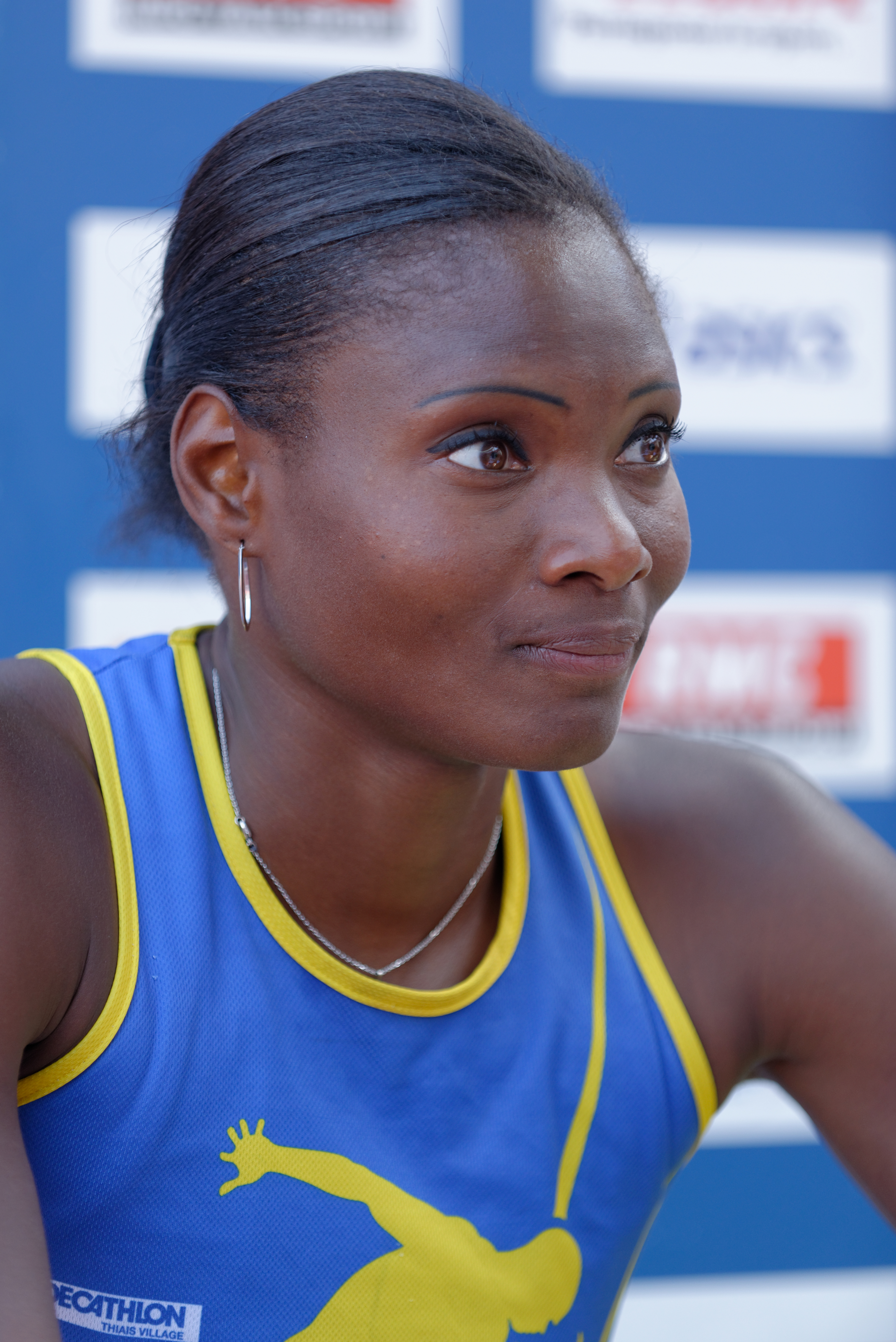
Rang sieben für Muriel Hurtis-Houairi
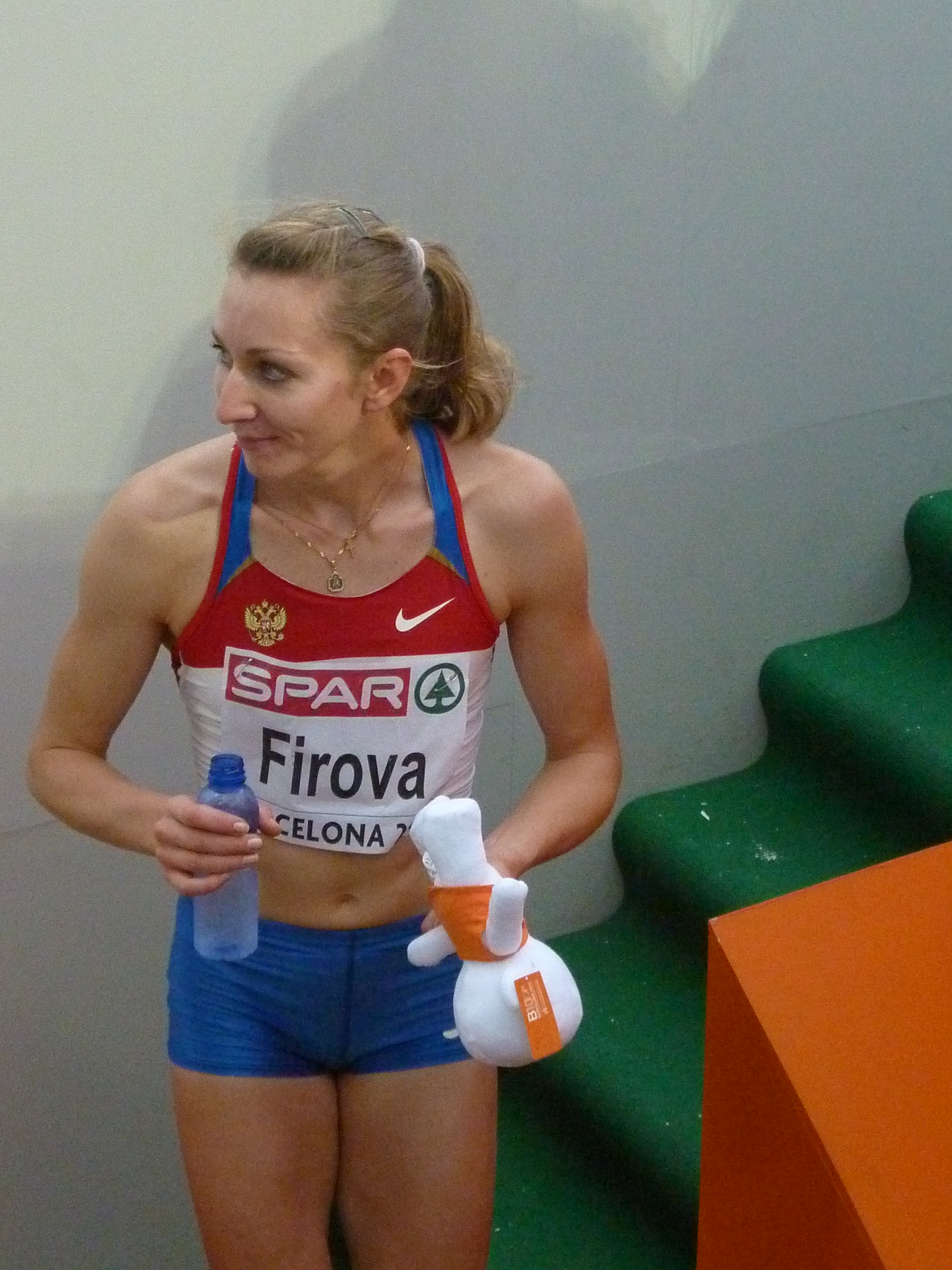
Tatjana Firowa – zunächst als Siegerin geehrt, dann des Dopingbetrugs überführt

## Videolink
- 400m W Heat Barcelona 2010 European athletics championships, youtube.com (englisch), abgerufen am 18. Februar 2023